# Obrint Pas
Obrint Pas fue un grupo de música español procedente de la ciudad de Valencia. Su música es una fusión de ska, rock y algunos elementos del punk con melodías e instrumentos tradicionales valencianos entre los que destaca la dulzaina. Sus letras tratan temas diversos, aunque toman protagonismo la denuncia social, la solidaridad entre los pueblos y la defensa de la identidad cultural y lingüística del valenciano defendiendo su unidad con el catalán y la independencia de los denominados Países Catalanes. También tratan temas antifascistas, antirracistas y feministas.

## Componentes
- Xavi Sarrià (voz y guitarra)
- Albert Benavent (trompeta)
- Jaume Guerra (bajo)
- Robert Fernández (guitarra)
- Miquel Ramos (voz y teclados)
- Marcos Úbeda (trombón)
- Miquel Gironés (voz, dulzaina, percusión)
- Xabi Arakama (trikitixa)
- Ximo Tomas (batería)
- Jaume Figueres (sonido)
- David Ferri (sonido)
- Antonio Tormo (iluminación)
- Abel Soler (backliner)
- Sergi Martínez (backliner)

## Historia

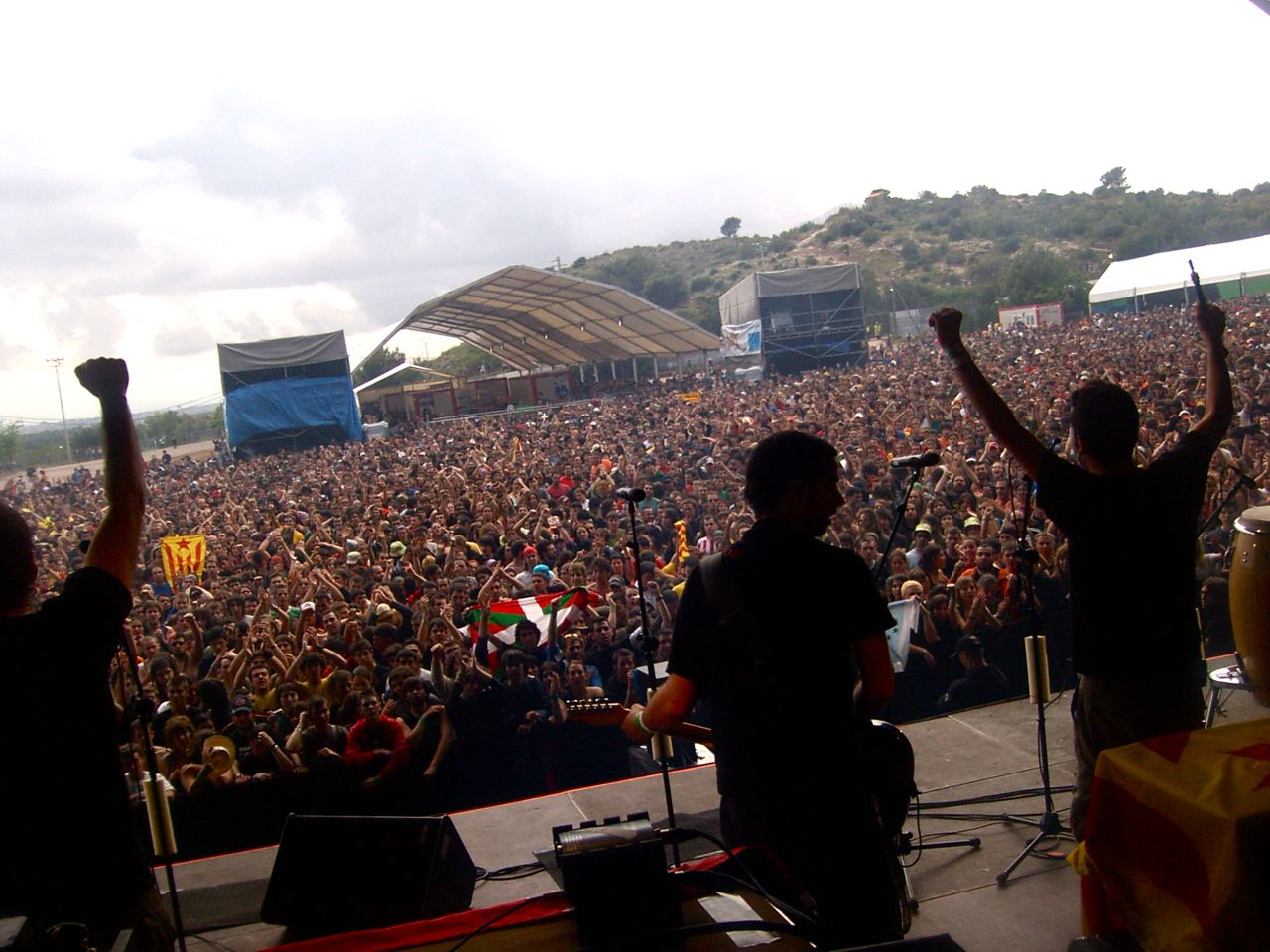
Concierto de Obrint Pas en el Viñarock de Villarrobledo (Albacete)

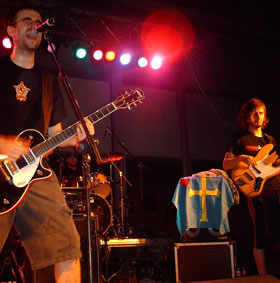
Obrint Pas en directo en el Día de la Mocedá Revolucionario (Asturias)

Obrint Pas se formó en el año 1993, cuando un grupo de amigos estableció contacto en el instituto de secundaria Benlliure de Valencia. En 1994, graban su primera maqueta con la que participaron en la fase final del III Tirant de Rock. Durante los años posteriores, la banda participa en diversos festivales y concursos que ayudan a consolidar su música.
El primer disco llega en 1997 con el nombre de La revolta de l'ànima (compuesto por cinco piezas). Después, vino Obrint Pas (2000), el primer disco con la discográfica Propaganda Pel Fet!. La consolidación del grupo llegó con Terra (2003), un trabajo donde prueban suerte con nuevos estilos. Posteriormente grabaron La flama (2004), con el que se proyectarán a otros países. Su siguiente trabajo fue el directo En moviment (2005) grabado en el concierto que se celebró en Valencia, con motivo del 25 de abril en homenaje a Ovidi Montllor diez años después de su muerte. Estuvo durante varias semanas en la lista de los 20 discos más vendidos en España.
En el 2006 llevaron a cabo una gira Internacionalista Tour 2006 que los llevó por varios países Europa y Sudamérica como Reino Unido, Noruega, República Checa y Argentina.
La gira internacionalista marca un punto de inflexión en la banda, que edita en abril de 2007 Benvingut al paradís. La portada contiene a Muhammad Ali.
En noviembre de 2007, dos periodistas valencianos, Antoni Rubio y Hèctor Sanjuan, publican Del Sud. El País Valencià al ritme dels Obrint Pas (Editorial Mina), el primer libro donde el grupo tiene un papel protagonista. Se trata de un trabajo a medio camino entre el reportaje periodístico y el ensayo literario que explica los últimos quince años de historia de la Comunidad Valenciana a nivel político, social y cultural, a través de las canciones y la trayectoria del grupo.
Con el paso de los años, Obrint Pas ha consolidado la proyección en España con la actuación en festivales como el Viña Rock de Albacete, Extremusika de Cáceres; Lumbreiras Rock de Murcia; derrame Rock de Asturias, Festival por los Derechos Sociales de Andalucía; Festichan, Muestra das Culturas, Lenguas Vivas, Dia da Patria, Festival Poesia No Condado de Galicia, Kilometroak, Sagarrondotik, Bilboko Aste Nagusia, Arabatakada del País Vasco; Baitu Rock de Burgos, Festival Interpueblos y Internacionalista de Madrid así como salas y centros sociales. Al mismo tiempo ha seguido recorriendo el mundo en giras por países de Europa como Alemania, Italia, Holanda, Francia, Bélgica, Austria, Bosnia, Croacia, Suiza, Portugal, República Checa o Eslovenia, así como países de Sudamérica como Venezuela y Cuba, México y Estados Unidos de América del Norte, de Asia como Japón, y de África y Oriente Medio como Marruecos y los Territorios Palestinos respectivamente. 
El 7 de noviembre de 2008, el blog del grupo anunciaba la noticia del primer libro de ficción escrito por Xavi Sarrià titulado Històries del Paradís y publicado por la editorial Bromera. Un libro que cuenta veinticinco historias que ocurren simultáneamente en diferentes puntos del planeta.
El 24 de octubre de 2010, en la ciudad de Vich, la música de Obrint Pas se utilizó para intentar conseguir un récord mundial con el lipdub con más participantes de la historia. Se logró con 5.771 personas. Se utilizó la canción La Flama, una canción de 2004.
En diciembre de 2010 dieron su primera gira en Japón que tuvo una gran respuesta del público de ese país.
El 18 de abril de 2011 se publica su nuevo disco-libro Coratge (Propaganda Pel Fet!). Tras cuatro años sin publicar ningún disco, el grupo publica este disco-libro de 15 canciones y 90 páginas escritas con textos que reflexionan sobre las canciones. Entre los colaboradores literarios de la obra destacan Eduardo Galeano, Raul Zelik, Angela Jackson, Pascual Serrano, Santiago Alba Rico, David Segarra, Feliu Ventura, David Fernández, Laia Altarriba, etc.
El disco "Coratge" entró directamente al número 12 de la lista de discos más vendidos de toda España.
En julio del 2011 volvieron a Japón para actuar en el Fuji Rock, el festival musical más importante del país asiático. Poco después, su disco "Coratge" también se publicó en edición especial con dos bonus track en Japón.
El 21 de marzo de 2013, Obrint Pas anuncia un parón indefinido cuando se acabe la gira sobre 2014, y durante ese realizaron cuatro conciertos en acústico en Barcelona, Palma de Mallorca y Valencia.

## Discografía

### Maquetas
- Obrint Pas - 1994
- La nostra hora - 1994
- Recuperant el somni - 1996

### Álbumes
- La Revolta de l'Ànima - 1997

- Obrint Pas - 2000

- Terra - 2002

- La Flama - 2004

- En moviment - 2005 - Disco en directo grabado en el concierto en el Campus de Tarongers de la Universidad de Valencia. Cuenta con canciones de todos los álbumes y maquetas publicados hasta el momento.

- Benvingut al Paradís - 2007
- Coratge - 2011

### Otros
- Tirant de Rock - 1994
- Coratge edición japonesa - 2011 Con 'La flama' i 'Caça de bruixes' en directo de bonus track.